# 이매뉴얼 클리버
이매뉴얼 클리버 2세(영어: Emanuel Cleaver II, 1944년 10월 26일 ~ )는 미국의 감리교 목사이며, 민주당 소속의 정치인이다. 1991년부터 8년간 캔자스시티 시장을 지냈으며, 2005년부터 미주리주 하원의원에 재직중이다.
클리버 의원은 2015년 4월, 일본 정부가 일본군 위안부 강제동원 사실을 인정할 것을 촉구하는 연판장에 서명한 의원 중 한 명이다.

## 역대 선거 결과
| 선거명      | 직책명                      | 대수  | 정당   | 득표율 | 득표수    | 결과 | 당락                   |
| ----------- | --------------------------- | ----- | ------ | ------ | --------- | ---- | ---------------------- |
| 1979년 선거 | 시의원 (캔자스 제5선거구)   | 74대  | 무소속 | 58.39% | 11,758표  | 1위  | 캔자스 시의원 당선     |
| 1983년 선거 | 시의원 (캔자스 제5선거구)   | 75대  | 무소속 | 69.14% | 8,877표   | 1위  | 캔자스 시의원 당선     |
| 1987년 선거 | 시의원 (캔자스 제5선거구)   | 76대  | 무소속 | 74.31% | 8,458표   | 1위  | 캔자스 시의원 당선     |
| 1991년 선거 | 캔자스 시장                 | 51대  | 무소속 | 53.30% | 50,204표  | 1위  |                        |
| 1995년 선거 | 캔자스 시장                 | 51대  | 무소속 | 55.45% | 51,057표  | 1위  |                        |
| 2004년 선거 | 하원의원 (미주리 제5선거구) | 109대 | 민주당 | 55.19% | 161,727표 | 1위  | 미주리주 하원의원 당선 |
| 2006년 선거 | 하원의원 (미주리 제5선거구) | 110대 | 민주당 | 64.31% | 134,469표 | 1위  | 미주리주 하원의원 당선 |
| 2008년 선거 | 하원의원 (미주리 제5선거구) | 111대 | 민주당 | 64.37% | 197,216표 | 1위  | 미주리주 하원의원 당선 |
| 2010년 선거 | 하원의원 (미주리 제5선거구) | 112대 | 민주당 | 53.33% | 102,076표 | 1위  | 미주리주 하원의원 당선 |
| 2012년 선거 | 하원의원 (미주리 제5선거구) | 113대 | 민주당 | 60.52% | 200,290표 | 1위  | 미주리주 하원의원 당선 |
| 2014년 선거 | 하원의원 (미주리 제5선거구) | 114대 | 민주당 | 51.67% | 79,526표  | 1위  | 미주리주 하원의원 당선 |
| 2016년 선거 | 하원의원 (미주리 제5선거구) | 115대 | 민주당 | 58.83% | 190,766표 | 1위  | 미주리주 하원의원 당선 |
| 2018년 선거 | 하원의원 (미주리 제5선거구) | 116대 | 민주당 | 61.67% | 175,019표 | 1위  | 미주리주 하원의원 당선 |
| 2020년 선거 | 하원의원 (미주리 제5선거구) | 117대 | 민주당 | 58.79% | 207,180표 | 1위  | 미주리주 하원의원 당선 |
| 2022년 선거 | 하원의원 (미주리 제5선거구) | 118대 | 민주당 | 61.02% | 140,688표 | 1위  | 미주리주 하원의원 당선 |
| 2024년 선거 | 하원의원 (미주리 제5선거구) | 119대 | 민주당 | 60.22% | 199,900표 | 1위  | 미주리주 하원의원 당선 |

## 참고 자료
- 위키미디어 공용에 이매뉴얼 클리버 관련 미디어 분류가 있습니다.
- 미국 의원 인물 소개
- 이매뉴얼 클리버 - X
- 이매뉴얼 클리버 - 페이스북